# ヘルマン・フォン・マイヤー
クリスティアン・エーリッヒ・ヘルマン・フォン・マイヤー（Christian Erich Hermann von Meyer, 1801年9月3日 - 1869年4月2日）はドイツの古生物学者。

## 生涯
フランクフルト・アム・マインに生まれた。父親は1819年に聖書を翻訳したヨハン・フリードリッヒ・フォン・マイヤーである。ハイデルベルク、ミュンヘン、ベルリンで自然科学を学んだ後、1825年からゼンケンベルク自然科学協会のメンバーとなり、古生物学の研究を行った。1832年に学術誌 Palaeologica（『古生物学』）を創刊した。プラテオサウルスの研究や命名、1861年に発表した始祖鳥の研究で知られる。
1845年にヴュルツブルク大学の名誉学位を受け、1958年にロンドン地質学会からウォラストン・メダルを受賞した。1863年にニュージーランドの山がマイヤー山と命名された。